# Весь футбол
«Весь футбол» — журнал о футболе, русская версия журнала «World Soccer». Издавался с мая 1999 по январь 2010 года. Главный редактор — Игорь Гольдес. Слоган журнала — «Мы знаем о футболе всё!»

## История
Выходил с мая 1999 по январь 2010 года, первоначально назывался «World Soccer». Журнал специализировался на освещении футбола. Публиковались эксклюзивные материалы, аналитические обзоры зарубежных и российских чемпионатов, постеры, читательские конкурсы, статистика к европейским чемпионатам, кроссворд и коммерческая информация. Главным редактором журнала был Игорь Гольдес, а учредителем сначала ООО "ФАВОРИТ МЕДИА", а затем ООО Издательский дом "Спорт–Медиа".
С осени 1999 года в журнале начали печататься постеры.
В январе 2000 года сменил название на «Мировой футбол».
Июньские номера 2000, 2002, 2004, 2006 и 2008 годов представляли из себя путеводители по грядущему чемпионату мира или Европы. Июльские номера тех же годов специализировались на анализе и подведении итогов первенства. 
В 2004 году у журнала появился свой сайт: worldfootball.ru. С 2006 года он стал называться all-football.net
С 2006 по 2009 год также издавалось дочернее издание — «Весь футбол-Постеры». Выходил он нерегулярно, раз в 3 месяца. 
Прекратил существование по неясным причинам в январе 2010 года. Обложка последнего номера с изображением Тьерри Анри долго висела на главной странице сайта журнала.
Журнал входил в ассоциацию спортивных изданий ESM.

## Постоянные рубрики журнала
- Дриблинг
- В фокусе
- Лига чемпионов
- Кубок УЕФА
- Англия (освещение чемпионата Англии)
- Германия
- Италия
- Испания
- Россия
- Бразилия
- Чемпионат мира/Чемпионат Европы/Олимпиада
- Африка
- Профайл
- Юбилей
- Минута молчания
- Прозвища игроков (с 2006)
- Кроссворд
- Мировое табло
- Ваши письма
- Раздевалка (рубрика эротического характера[2])
- Фан-лига
- История чемпионатов Европы/мира

А также в каждом номере начиная с осени 1999 года публиковались постеры как команд, так и отдельных её игроков.

## Коллектив
- Гэвин Хэмилтон — главный редактор оригинальной версии
- Кир Раднедж — автор некоторых статей
- Игорь Гольдес — главный редактор русской версии
- Павел Ериклинцев — фотограф
- Светлана Ериклинцева — фотограф[3]